# ادی بارث
ادی بارث (انگلیسی: Eddie Barth؛ ۲۹ سپتامبر ۱۹۳۱ – ۲۸ مه ۲۰۱۰) بازیگر و صداپیشه اهل ایالات متحده آمریکا بود.
از فیلم‌ها یا مجموعه‌های تلویزیونی که وی در آن‌ها نقش داشته است، می‌توان به شفت اشاره نمود.